# 中条静夫
中条 静夫（ちゅうじょう しずお、1926年〈大正15年〉3月30日 ‐ 1994年〈平成6年〉10月5日）は、日本の俳優。本名、中條 靜雄（読み同じ）。
東京府八王子市出身。東京府立第二商業学校（後の東京都立第二商業高等学校）卒業。田上事務所に所属していた。

## 来歴
新聞記者の父がもうけた二男二女の長男として静岡で生まれる。名の静雄は生誕の地名・静岡の一字からとられたものだという。小学生の時、父の仕事の都合で上京（新宿から八王子へと移る）。1943年12月、東京府立第二商業学校を繰り上げ卒業して兵役につき、1945年9月に復員。従軍当時の上官から「学生のくせに名前がチュウジョウ（中将）とは何事か、お前がチュウジョウなわけがない、お前はナカジョウだ」と理不尽な説教をされてたびたび殴られたと後年テレビインタビューで述懐している。
1946年4月、神戸製鋼所東京工場にセールスマンとして入社するが、一攫千金（）を夢見て1948年に大映東京撮影所に入社。大部屋俳優として通行人役から出発し、1954年の『金色夜叉』『馬賊芸者』あたりから脇役として台頭する。1971年12月の大映倒産まで在籍し、その後は福田恆存の主宰する劇団欅を経て、劇団昴に所属。
1965年から始まった『東京警備指令 ザ・ガードマン』（宇津井健主演）に小森隊員役でレギュラー出演し、以来テレビの世界で人気を得て多くの作品で活躍し、下積み時代の蓄積を開花させた。1973年には大映時代から旧知の仲だったうしおそうじが企画・原案を務めた『鉄人タイガーセブン』に出演。1974年に出演した『6羽のかもめ』では、演技が高い評判を呼び、中条自身も後年のインタビューで「俳優・中条静夫は、倉本聰さんとの出会いによって作り上げていただいた」「僕の代表作ですよ」と語っている。そのほか、山口百恵主演の赤いシリーズや、『あぶない刑事』シリーズなどで印象深い役柄を演じた。また、連続テレビ小説『雲のじゅうたん』で演じた頑固な父親役も人気を博した。
1994年8月、肝臓障害のため顔に黄疸が出るなどの症状が出始め、肝硬変と診断され、出演中だった『オトコの居場所』を途中降板して療養生活に入るが、同年10月5日午後11時59分、癌による肝不全のため死去。68歳没。夫人に看取られての最期であった。遺族によると、葬儀の際には本人の希望により、最も好きであった『夢千代日記』と『花へんろ』の台本が棺に収められたという。告別式には、『あぶない刑事』などでの共演者をはじめとして、既に芸能界を引退していた山口百恵も参列した。
戒名は『信楽院端正日静居士』で、墓所は東京都八王子市の本立寺にある。

## 人物・エピソード
- 趣味は、ゴルフ[2]。
- 1955年3月30日に結婚し[4]、一女あり[6][11]。弟夫婦は若くして逝去したため、弟の遺児となった甥も引き取り養育していた[5][6]。
- 『ザ・ガードマン』出演中である1968年の紹介記事では、後輩の共演者に対しても必ず敬称で呼び、「脇役は画面の空いている部分を効果的にまとめて、作品にスキを与えない仕事です」と述べている[6]。
- 『鉄人タイガーセブン』で共演した南城竜也は、現場でよく『ザ・ガードマン』の話を聞かせてもらったという[12]。また、中条について「とても紳士で優しく、現場に良いムードを作ってくださった」と述懐している[12]。
- 1976年『速報!日本レコード大賞』、及び1978年11月15日放送の『第9回輝け!日本歌謡大賞』にノミネートされた山口百恵の歌唱中にお祝いゲストとして高橋昌也と共に出演した[13]。
- 役者になってから印象深かったこととして、1978年にテレビ大賞の優秀個人賞を受けたことを挙げ、役者として初めてもらった賞として特に印象に残っていると語っている[14]。
- もともとはアドリブ嫌いで有名であったが、『あぶない刑事』シリーズで演じた捜査課長・近藤卓造役では、主演の舘ひろし、柴田恭兵に乗るように様々なアドリブを取り入れ、重厚な存在感を出しながらもドラマの雰囲気にあわせ、所々にコミカルな芝居を取り入れた。没後の1996年に公開された『あぶない刑事リターンズ』では、本編終了後に「To The Memory of 中条静夫」というテロップ表示が用意され、近藤課長の存在が本編中で何度も言及されるなど、全編にわたり中条へのリスペクト色が強い作品構成が取られた。また、同作以降に製作された『あぶない刑事』シリーズでも、ことあるごとに近藤課長の存在が言及されている。共演した主要キャストである舘ひろし、柴田恭兵、浅野温子、仲村トオルらとは親交も深く、何度か共演[注釈 3]もしており、中条の死去がシリーズ復活への後押しとなったほどである。

## 出演作品

### 映画
- 十代の誘惑（1953年、大映）- 出版ゴロ
- こんなアベック見たことない（1954年、大映） - 借金取A
- 馬賊芸者（1954年、大映）
- 楊貴妃（1955年、大映） - 侍従
- 幻の馬（1955年、大映） - 新聞記者
- 滝の白糸（1956年、大映）
- 透明人間と蝿男（1957年、大映） - 山田
- 穴（1957年、大映）
- かあちゃんは犯人じゃない（1958年、大映） - 勝田
- 野火（1959年、大映） - 兵隊5
- 女妖（1960年、大映） - 刑事
- 偽大学生（1960年、大映） - 刑事主任
- 婚期（1961年、大映）
- 女は二度生れる（1961年、大映）
- 爛（1962年、大映）
- 黒蜥蜴（戯曲：三島由紀夫 1962年、大映）-松吉
- 黒シリーズ（大映）
  - 黒の試走車（1962年） - 岡村
  - 黒の報告書（1963年） - 須藤警部補
  - 黒の駐車場（1963年） - 井上
- スーダラ節 わかっちゃいるけどやめられねぇ（1962年、大映）
- わたしを深く埋めて（1963年、大映）
- 妖僧（1963年、大映）
- ぐれん隊純情派（1963年、大映） - テレビプロデューサー
- 「女の小箱」より 夫が見た（1964年、大映）
- 喧嘩犬（1964年、大映）
- 黒の超特急（1964年、大映） - 証券会社の社員
- ザ・ガードマン（大映） - 小森警備員
  - ザ・ガードマン 東京用心棒（1965年）
  - ザ・ガードマン 東京忍者部隊（1966年）
- 大怪獣ガメラ（1965年、大映） - ナレーション[注釈 4]
- 陸軍中野学校（1966年、大映） - 中野学校教官 役
- あの試走車を狙え（1967年、大映）
- にせ刑事（1967年、大映）
- 大悪党（1968年、大映） - 鑑識主任
- あゝ海軍（1969年、大映）
- やくざ絶唱（1970年、大映） - 宮沢
- 野獣狩り（1973年、東宝） - 今井重役
- 日本沈没（1973年、東宝） - D1本部委員[15]
- 動脈列島（1975年、東宝） - 猿渡教授
- 季節風（1977年、松竹） - 倉田
- ブルークリスマス（1978年、東宝） - 沼田報道部長
- あぶない刑事シリーズ（東映） - 近藤卓造（港署捜査課長）
  - あぶない刑事（1987年）
  - またまたあぶない刑事（1988年）
  - もっともあぶない刑事（1989年）
- 免許がない!（1994年、東宝） - 新日本映画社長 岡山松男

### テレビドラマ
- ザ・ガードマン（1965年 - 1971年、TBS / 大映テレビ室） - 小森隊員
- シークレット部隊（1972年、TBS / 大映テレビ） - 飛田チェックマン
- さすらいの狼 第4話「竜が届けた血染めの書状」（1972年、NET / 東映）
- 燃える兄弟（1972年 - 1973年、TBS / 大映テレビ） - 中村晴男
- 火曜日の女シリーズ / いとこ同志（1972年、日本テレビ）
- 土曜日の女シリーズ / 明日に喪服を（1973年、日本テレビ）
- ママはライバル 第31話「下田港で秘密がバレた?」（1973年、TBS / 大映テレビ）
- ライオン奥様劇場 / 女の坂道（1973年、フジテレビ/ NMC） - 秋山主任検事
- 子連れ狼（日本テレビ / ユニオン映画）
  - 第1部 第4話「一石橋」（1973年） - 神谷主馬
  - 第2部 第22話「水鷗流斬馬刀」（1974年） - 立花左近
- 非情のライセンス（NET / 東映）
  - 第1シリーズ 第26話「兇悪の番外地」（1973年） - 大曽根
  - 第2シリーズ 第6話「兇悪の母」（1974年） - 岡野弁護士
- 銭形平次 第395話「ぬれぎぬ」（1973年、フジテレビ / 東映） - 太兵衛
- 鉄人タイガーセブン（1973年 - 1974年、フジテレビ / ピープロ） - 高井戸博士
- 右門捕物帖 第24話「盗まれた花嫁」（1974年、NET / 東映） - 石出帯刀
- おんな浮世絵・紅之介参る! 第5話「抜忍有情」（1974年、日本テレビ / ユニオン映画）
- 6羽のかもめ（1974年、フジテレビ） - 清水部長
- 白い滑走路（1974年、TBS） - 坂田
- 赤い迷路（1974年、TBS / 大映テレビ） - 高浜
- 事件狩り（1974年、TBS / 大映テレビ） - 時田武夫
- 大河ドラマ / 元禄太平記（1975年、NHK総合） - 島津綱久
- 土曜ドラマ（NHK総合）
  - 松本清張シリーズ・遠い接近（1975年） - 土屋捜査課長
  - 男たちの旅路（1976年） - 斉藤司令補
- ザ★ゴリラ7 第13話「胸に弔いの白い花を」（1975年、NET / 東映） - 徳森実篤
- あなただけ今晩は（1975年、フジテレビ） - 三上一平
- 夜明けの刑事（TBS / 大映テレビ）
  - 第37話「魔がさした若い二人」（1975年9月17日）　- 東都大学助教授
  - 第88話「完全犯罪の罠!狙われた女子高校生」（1976年10月6日）　- 新井
- 太陽にほえろ! （日本テレビ / 東宝）
  - 第173話「一発で射殺せよ!」（1975年） - 運転手
  - 第215話「七曲署一係 その一日」（1976年） - アベ質店・店主
  - 第270話「殿下とライオン」（1977年） - 岩沢社長
- 大都会 闘いの日々（1976年、日本テレビ / 石原プロ） - 警視庁捜査四課係長・加賀見乙吉
- 八丁目のダメ親父!カンナ・トンカチ・キリキリ舞い（1976年、日本テレビ） - 森本康照
- 連続テレビ小説（NHK総合）
  - 雲のじゅうたん（1976年） - 小野間左衛門
  - ロマンス（1984年） - 大倉陽山
  - 京、ふたり（1990年 - 1991年） - 中村秀次
- グッドバイ・ママ（1976年、TBS） - 所長
- 東芝日曜劇場 / 嘆きのホンカン（1976年、北海道放送） - 加東
- 赤い衝撃（1976年 - 1977年、TBS / 大映テレビ） - 大山豪助
- 華麗なる大泥棒!四丁目の刑事の家の間借人（1977年、日本テレビ）
- 気まぐれ本格派（1977年、日本テレビ / ユニオン映画） - 山本元
- 銀河テレビ小説（NHK総合）
  - 毎日が日曜日（1977年）
  - 新自由学校（1978年） - 五百助
  - 家族は何する人ぞ（1986年） - 早野亮
  - 四捨五入殺人事件（1987年） - 石上克二
  - あるときは妻（1989年）
- ドラマ人間模様（NHK総合）
  - 北上山系（1977年）
  - 夢千代日記 - 藤森刑事（捜査課長）
    - 夢千代日記（1981年）
    - 続・夢千代日記（1982年）
    - 新・夢千代日記（1984年）

  - 花へんろ - 照一 役
    - 花へんろ 風の昭和日記 第一章（1985年）
    - 花へんろ 風の昭和日記 第二章（1986年）
    - 花へんろ 風の昭和日記 第三章（1986年）
- 日本の戦後 第4話「それは、晩餐から始まった 財閥解体への道」（1977年、NHK総合） - 松本季三志
- お手々つないで（1977年 - 1998年、NBN・ANB・ABC・HTB・KHB・KSB・UHT・KBC） - 青井正一
- 早筆右三郎（1978年、NHK総合） - 朱塗屋伝兵衛 役
- Yの悲劇（1978年、フジテレビ） - 米田元石
- 修羅の旅して（1979年10月28日、NHK総合） - 友一郎
- おだいじに（1979年 - 1980年、日本テレビ）浅倉和夫
- 鉄道公安官（1979年 - 1980年、テレビ朝日 / 東映） - 本間国雄
- ピーマン白書（1980年、フジテレビ） - 校長先生
- 父親（1980年、中部日本放送）
- 愛のA・B・C・D（1980年 - 1981年、日本テレビ） - 河島源一
- 本郷菊坂赤門通り（1981年、フジテレビ） - 小宮山兵吉
- かくれんぼ（1981年、日本テレビ）- 三上正行
- 先生は一年生（1981年 - 1982年、日本テレビ） - 校長先生
- ちょっと神様（1982年、TBS） - 大石克造
- 茜さんのお弁当（1982年、TBS） - 木村求一
- 春よ来い（1982年、日本テレビ） - 丸山清
- ある日突然恋だった（1982年、TBS） - 平野彦一
- ホームスイートホーム（1982年、日本テレビ） - 大島京介
- リラックス〜松原克己の日常生活（1982年11月13日、関西テレビ） - 宇田川課長
- 木曜ゴールデンドラマ / 母の悲劇（1982年、よみうりテレビ）
- 別れていい友（1983年、フジテレビ） - 長谷川公介
- ひと夏の復讐（1983年、TBS）
- 土曜ワイド劇場 / 女子医大生 父娘心中（1983年、テレビ朝日）
- 花王愛の劇場 / 妻の定年（1983年、TBS / 国際放映） - 長沢英介
- 胸さわぐ苺たち（1983年 - 1984年、TBS） - 荘太郎
- 不良少女とよばれて（1984年、TBS / 大映テレビ） - 葉山威弘
- 木曜劇場（フジテレビ）
  - 間違いだらけの夫選び（1985年）
  - 女は男をどう変える（1986年）
  - 熱くなるまで待って!（1987年） - 芥川喜三郎
- ヤヌスの鏡（1985年 - 1986年、フジテレビ / 大映テレビ） - 森村誠路
- 刑事物語'85（1985年、日本テレビ） - 八島卓一
- 赤い秘密（1985年、TBS） - 守川義平
- あぶない刑事（1986年 - 1987年、日本テレビ） - 近藤卓造（港署捜査課長）
- 敵同志好き同志（1987年、日本テレビ）
- プロゴルファー祈子（1987年 - 1988年、フジテレビ / 大映テレビ） - 野上敬太郎
- 火曜サスペンス劇場 / スキャンダル（1988年、日本テレビ / テレパック） - 神尾仁介
- 空に星があるように（1988年、TBS）
- ビートたけしの浅草キッド・青春奮闘編（1988年、テレビ朝日）-  深見千三郎
- 嫁ぐ日まで（1988年、フジテレビ）
- あそびにおいでョ!（1988年、フジテレビ） - 別府良夫
- もっとあぶない刑事（1988年 - 1989年、日本テレビ） - 近藤卓造（港署捜査課長）
- 水曜グランドロマン / ニセ学歴（1989年、日本テレビ）
- 火曜スーパーワイド / 三毛猫ホームズの結婚披露宴（1989年、テレビ朝日） - 栗原課長
- 勝手にしやがれヘイ!ブラザー（1989年 - 1990年、日本テレビ） - 北村敬太郎
- 裸の大将放浪記（関西テレビ / 東阪企画） - 大場先生
- 世界で一番君が好き!（1990年、フジテレビ）
- 直木賞作家サスペンス / 隅田川セレナーデ（1990年、関西テレビ / G・カンパニー）
- おとうと（1990年、TBS）
- デパート!夏物語（1991年、TBS） - 相馬秀之
- 俺たちルーキーコップ（1992年、TBS） - 祝幸之助
- ウーマンドリーム（1992年、関西テレビ） - 瀬木直樹
- 渡る世間は鬼ばかり 第2シリーズ（1993年、TBS）
- もうひとつのJリーグ（1993年、日本テレビ）
- 坊っちゃん -人生損ばかりのあなたに捧ぐ-（1994年、NHK総合） - 森田
- ドラマ新銀河 / 欅通りの人びと（1994年、NHK総合） - 香川信也
- 美味しんぼ（1994年、フジテレビ） - 東西新聞社主・大原大蔵
- 菊亭八百善の人びと 幻の高級江戸料理!美人女将の細腕繁盛記（1994年2月3日、テレビ朝日） - 杉山了二
- オトコの居場所（1994年、TBS） - 等々力信正[注釈 5]

### オリジナルビデオ
- 狙撃 THE SHOOTIST（1989年、東映Vシネマ）- 深沢

### 舞台
- ヴェニスの商人（1973年） - ヴェニス王
- 黄金の国（1974年） - 朝長作右衛門
- サイゴンから来た男（1974年） - 久保田武吉
- 美女と野獣（1975年） - クレメント氏
- 解ってたまるか!（1978年） - 大浜茂

### 吹き替え
- ル・ジタン（ポール・ムーリス）※日本テレビ版

### CM
- リッカー マイティ（1970年代）
- 眼鏡のタナカ
- イシモト・メガネ店（九州ローカル・1987年）
- あわしま堂
- 全薬工業 ドックマン
- Nitsuko コードレスホンのサンテナル
- サントリー ウイスキーソーダ（1989年）
- 全日空（1994年）[注釈 6]